# Kapustîne, Șpola
Kapustîne (în ucraineană Капустине) este o comună în raionul Șpola, regiunea Cerkasî, Ucraina, formată numai din satul de reședință.

## Demografie
Componența lingvistică a comunei Kapustîne
     Ucraineană (97,01%)
     Rusă (1,8%)
     Alte limbi (1,2%)
Conform recensământului din 2001, majoritatea populației comunei Kapustîne era vorbitoare de ucraineană (97,01%), existând în minoritate și vorbitori de rusă (1,8%).